# كروان سنغالي

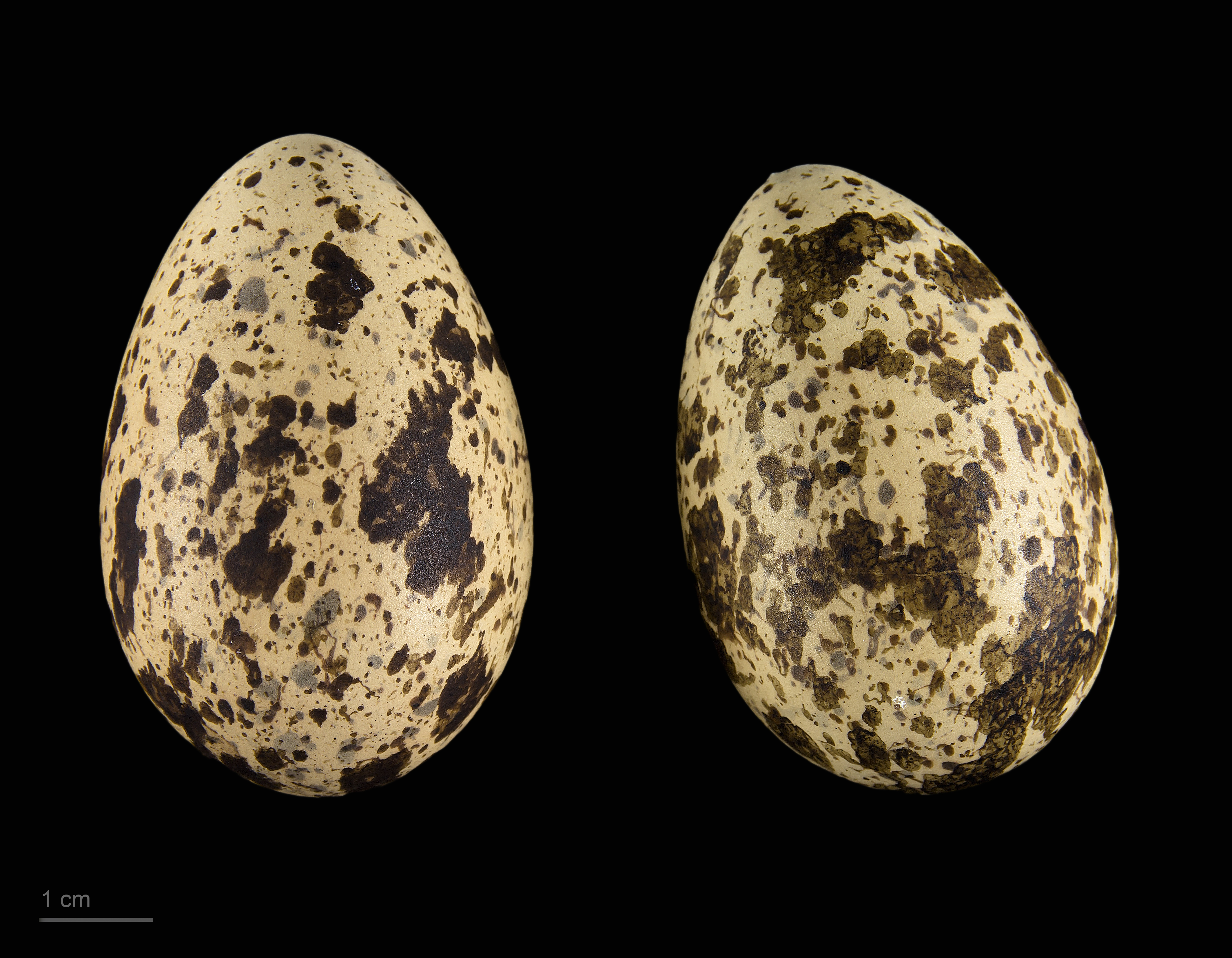
Burhinus senegalensis

كروان سنغالي (الاسم العلمي: Burhinus  senegalensis) (بالإنجليزية: Senegal Thickk-nee)‏ هو طائر ينتمي إلى (فصيلة: Burhinidae).